# NGC 4838
NGC 4838 (również PGC 44383) – galaktyka spiralna z poprzeczką (SBb), znajdująca się w gwiazdozbiorze Panny. Odkrył ją John Herschel 9 maja 1831 roku.